# 王綬琯
王 綬琯（おう じゅかん、1923年1月15日 - 2021年1月28日）は、中華人民共和国の天体物理学者。第5回、6回、7回、8回全国人民代表大会代表。中国天文学会第5期理事長。

## 経歴
1923年1月15日、福建省福州市で生まれる。1936年に馬尾海軍学校に入学した。1943年を卒業。同年、母校である馬尾海軍学校に採用され、工場にて実習生に就任した。1945年、王綬琯はイギリスに留学した。1946年、グリニッジ皇家海軍学院造船班に入学した。1949年を卒業。1950年、王綬琯は天文学を学び、ロンドン大学天文台助天文学者として採用され、研究活動を行った。
1953年、王綬琯は帰国した。以後、中国科学院紫金山天文台、上海徐家匯観象台、北京天文台の研究員を歴任した。1981年、中国科学院数学物理学部副主任に就任。1994年、中国科学院数学物理学部主任に昇格。
2021年1月28日、北京市で病気のため死去した。98歳。

## 栄典
- 1980年、中国科学院学部委員（院士）[1]。
- 1996年、何梁何利基金科学と技術進歩賞。
- 1998年、国際ユーラシア科学院院士[2]。